# Mequitar de Sebastea
Mequitar de Sebastea (en armenio Մխիթար Սեբաստացի ; Sivas, 7 de febrero de 1676-San Lazzaro degli Armeni, Venecia, 27 de abril de 1749) nacido como Petros Manuk, Manouk Petrosian, también conocido como Mkhitar, 
Mekhitar, Mejitar. Fue un monje y sacerdote católico de Armenia fundador de la Orden Mequitarista.
Es también una persona muy importante en la literatura armenia, tradujo a Biblia en 1735, y publicó un diccionario en 1749.

## Notas

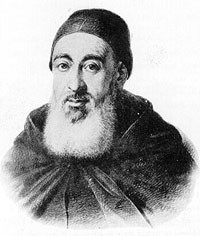
Mequitar de Sebastea